# Area archeologica di Carife
L'area archeologica di Carife è un sito di epoca protostorica ubicato nell'Appennino campano, lungo l'alta valle dell'Ufita.
In particolare nel comune di Carife, situato nel comprensorio della Baronia in provincia di Avellino, la ricerca archeologica ebbe inizio, in maniera sistematica, dopo il terremoto dell'Irpinia del 1980.
Tali scavi portarono alla luce due necropoli sannitiche: Addolorata e Piano la Sala, dove sono stati rinvenuti all'incirca 200 corredi. I reperti rinvenuti hanno incrementato in maniera considerevole le conoscenze sui Sanniti che abitavano l'Irpinia; si è infatti evidenziato come le sepolture di Carife (analogamente a quelle della vicina Castel Baronia) presentino significativi influssi campani ed appartengano alla stessa facies culturale della necropoli di Casalbore (situata diverse decine di chilometri più a nord), distinguendosi invece nettamente (nonostante alcuni isolati elementi di contatto) dalla cultura più meridionale e più conservativa di Cairano-Oliveto Citra.

## Necropoli sannitiche
A partire dal III secolo a.C., alla fine delle guerre sannitiche, anche in Irpinia dovette iniziare un lento processo di disgregamento degli abitanti indigeni, insediati nella zona da circa tre secoli. Tale processo è maggiormente documentato per la Valle del Sabato grazie alla presenza di una serie di necropoli. I resti archeologici, dalle iscrizioni ai resti rinvenuti nelle zone di lavorazione dell'argilla per la produzione di materiale edile, attestano la presenza di popolazioni in epoca romana. La disposizione delle necropoli non risulta ben definita ma, nel caso dell'Addolorata, inizia a sud-est e si espande verso nord-ovest. Le tombe si collocavano dopo una trincea di diversi metri. Essa era scavata in contropendenza rispetto all'altura su cui era posta in modo da coadiuvare il trasporto di blocchi, utili per la loro costruzione. Per favorire il deflusso dell’acqua piovana all'interno della trincea vi era un solco drenante riempito con delle pietre.

### Le tombe
L’indagine archeologica a Carife ha riportato alla luce circa 100 tombe.
Esse vengono classificate in due tipologie:
- “Alla cappuccina”: tetto formato da due file di tegole, poste in modo orizzontale, con all'interno diversi letti funebri costituiti da una base di travertino o lastre di terracotta.
- “A camera”: composta da un tetto a spiovente ed un unico letto funebre.

"A Carife è rilevante, in termini di prestigio sociale, la tipologia strutturale della tomba prima ancora del corredo, alla quale si associa eccezionalmente la decorazione dipinta, purtroppo del tutto disfatta al momento del rinvenimento."
La struttura architettonica era semplice ma funzionale, essa infatti necessitava di un canale da cui far defluire l’acqua piovana posto alla sommità del tetto o al lato del letto funebre. La camera aveva dei blocchi di travertino come muri laterali, il fondo e Il letto del defunto erano in terra battuta ricoperti di argilla. Il materiale utilizzato per la costruzione era di origine calcarea che veniva estratto da una cava limitrofa. L’impiego del travertino è visibile anche nella costruzione di templi e cinta murarie a Paestum. 
Il corredo funebre si componeva di pochi elementi che erano principalmente di materiale metallico. La posizione del corredo variava in base alla struttura della tomba: ai piedi del defunto, sul pulvinar (cuscino) oppure in un solco adiacente al letto funebre. Gli oggetti dei corredi si differenziavano in base al sesso e al rango sociale di appartenenza.
Quelli appartenenti al V Sec. a. C. recuperati a “Piano La Sala” sono più ricchi e sfarzosi.
L'esame dei corredi ha permesso di differenziare facilmente le sepolture femminili da quelle maschili. 
Nella tomba femminile erano presenti oggetti personali di abbellimento (fibule e monili di vari materiali e un disco d’avorio). Il corredo maschile si distingueva per la presenza del cinturone in cuoio rivestito di bronzo (figura dei diritti civili) avente da 1 a 5 ganci, una patera di bronzo, il rasoio e le armi di quel tempo (giavellotto in ferro, cuspide di lance e in sole due tombe sono rinvenute due pugnali) depositate su un piatto a vernice nera. Gli elementi dei corredi (crateri, olle, coppette, oinochoe trilobati, skyphoi, kantaroi) riportano al culto dell'ideologia del simposio, in quanto si credeva che l’anima del defunto separatasi dal corpo mortale banchettava nell'aldilà.
"Alcune tombe scavate a Carife presentano corredi straordinariamente ricchi con bronzi di importazione etrusca: candelabri (tra cui uno coronato da una statuetta di Sileno che sacrifica un caprone) e bacini decorati con treccia incisa lungo l'orlo che inducono a ipotizzare, come pure per una padella con ansa a kriophòros di provenienza greca, forme di tesaurizzazione o bottini di guerra; di particolare interesse è pure un cratere figurato attribuibile al Pittore di Dolone."
Di rilevante importanza sono le poche tombe ritrovate in cui erano deposti gli scheletri di bambini e neonati. In modo particolare la tomba di una bambina ritrovata nella zona di “Piano della Sala” ha fatto rinvenire un corredo costituito da piccoli oggetti e statuine che servivano per scopo ludico.
Dopo aver deposto il defunto e sistemato il corredo, la tomba veniva chiusa ponendo sul fronte dei blocchi di travertino posti uno sull'altro. Il rito funebre terminava con un banchetto davanti alla tomba chiusa. Esso consisteva nel consumare del cibo insieme e nel bere del vino in uno skyphos il quale, uno volta finito, veniva rotto a simboleggiare che la vita si era spezzata (diversi cocci sono stati ritrovati fuori dalla tomba durante gli scavi archeologici).

### Necropoli dell'Addolorata
Durante uno scavo archeologico condotto nel 1982 dal Soprintendente Werner Johannowsky è stata ritrovata una necropoli sannitica situata nei pressi della chiesa dell’Addolorata di Carife, da cui prende il nome. Nella necropoli furono individuate 22 tombe su una superficie di 750 m², per la maggior parte appartenenti al III secolo a.C..
In tale località sono stati rinvenuti frammenti di ceramica a decorazione impressa che attestano la sedentarietà del popolo sannita nella zona, dal Neolitico Antico sino all'Età Arcaica. Sono state ritrovate alcune attrezzature, usate per la cottura di oggetti in argilla e per la tostatura dei cereali, databili al Neolitico Tardo (fine IV – inizio III millennio a.C). Questo evidenzia lo stile di vita della popolazione che era basato principalmente sull'agricoltura e l'allevamento.
Considerevoli ritrovamenti archeologici sono da attribuire in modo particolare a 3 tombe:
- nella prima erano presenti, oltre ad altri resti, un cinturone e un boccaletto di bronzo abbellito da sbaccellature;
- in una seconda, di tipo “alla cappuccina”, vennero riportati alla luce molti arnesi in bronzo ed un frammento di coppa in argento;
- nella terza, di cui se ne conserva solo una parte poiché danneggiata inavvertitamente, sono rinvenuti tre pendagli in ambra di cui uno rappresentava un volto femminile, un anello d'argento impreziosito da un vago d'ambra ed una spilla in bronzo, curvata e con un'alta staffa tipica dello stile sannita.

### Necropoli Piano la Sala
Nella località Piano la Sala gli scavi ebbero inizio nel 1984 in modo accidentale per esigenze di esplorazione preventiva in terreni archeologicamente indiziati. 
Sono state rinvenute 13 tombe di origine sannitica, tutte databili al IV secolo a.C., alcune delle quali seriamente danneggiate da un attrezzo agricolo poiché poste troppo in superficie. Altri frammenti ritrovati risalgono all'età del Neolitico, quindi la zona dell'insediamento sannitico era frequentata già da allora.
In diverse tombe erano presenti alcuni tipi di vasellame quali crateri, skyphos, patere, guttus.
In una tomba del V secolo a.C. fu ritrovato il più importante cratere del territorio di Carife. Su di esso era raffigurata una scena di Satiri e Menadi (personaggi legati all'ideologia del simposio) dipinta con una tecnica delle figure rosse. Sono rinvenuti inoltre una lekythos a vernice nera ed una fibula d’argento del IV secolo d.C. 
Un importante ritrovamento è una tomba femminile, della prima metà del IV sec. a. C.
In essa “sullo scheletro supino, presso il collo si rinvenne un piccolo vago di collana in argento a testa femminile, mentre appena più giù in basso sulla sinistra era una fibula in argento con arco a lamina tonda; all'altezza del fianco destro una piccola fibula ancora in argento era accompagnata da un anello. Si tratta di una sorta di castone ovale d’argento, decorato sulla superficie esterna ellittica con una filettatura ondulata e sulla faccia interna visibile con un motivo floreale spiraliforme attorno ad un forellino centrale. Ai piedi dello scheletro, sulla sinistra, c’era una coppa decorata internamente a rotella tura, mentre erano sparsi nella tomba vari chiodi di ferro”
Un caso particolare viene riportato in questa zona della necropoli dove in una tomba sono deposti due scheletri uno sull'altro poiché morti nello stesso momento. Lo scheletro del bambino è posto sullo scheletro della madre in posizione di nascita a ricordare il legame familiare che c'era tra i due.
Nella tomba appartenente ad una bambina oltre al “corredo in miniatura” sono stati dissotterrati un tintinnabulum (sonaglietto) a forma di Askos nel quale c'era una piccola sfera che produceva un tintinnio.